# John Lennon/Plastic Ono Band
《John Lennon/Plastic Ono Band》는 영국의 음악가 존 레논의 데뷔 솔로 스튜디오 음반이다. 플라스틱 오노 밴드 (기타를 맡은 레논, 드럼의 링고 스타, 베이스의 클라우스 부어만)와 함께하며, 1970년 12월 11일, 애플 레코드를 통해 그의 아내 오노 요코의 동명 음반과 동시에 발매되었다. 발매 당시에는 《John Lennon/Plastic Ono Band》가 전반적으로 엇갈린 평가를 받았지만, 이후에는 레논의 최고의 솔로 음반 중 하나로 널리 여겨지게 되었다.
레논, 오노, 필 스펙터가 공동 프로듀싱한 이 음반은, 레논이 오노와 함께한 세 장의 실험적인 음반들과 1969년 플라스틱 오노 밴드의 라이브 음반 이후에 발표된 것이다. 《John Lennon/Plastic Ono Band》는 전반적으로 거칠고 투박한 사운드를 특징으로 하며, 레논이 최근 받은 원초 치료의 영향을 많이 받았다. 가사는 레논의 개인적인 문제들을 반영하며, 부모로부터의 유기와 심리적 고통이라는 주제를 포함한다. 트랙들은 1970년 9월과 10월 사이 런던의 애비 로드 스튜디오에서 오노의 동명 솔로 음반과 동시에 녹음되었다.
《John Lennon/Plastic Ono Band》는 영국 음반 차트에서 8위, 미국 빌보드 200 차트에서 6위를 기록했다. 1987년, 《롤링 스톤》은 이 음반을 "지난 20년간 최고의 100장 음반" 목록에서 4위에 선정했으며, 2012년에는 "역사상 가장 위대한 음반 500장" 목록에서 23위에 올렸다. 2000년, 이 음반은 보너스 트랙 〈Power to the People〉과 〈Do the Oz〉가 포함된 리믹스 버전으로 재발매되었다. 2021년, 이 음반의 《Ultimate Mixes》 재발매는 8장짜리 《Ultimate Collection》 박스 세트로 출시되었으며, 총 159개의 이전에 공개되지 않은 믹스, 데모, 아웃테이크, 분리된 트랙 요소들을 수록하고 있다.

## 배경
그의 고통의 정도는 엄청났다... 그는 거의 완전하게 비기능적이었다. 그는 집을 나갈 수 없었고, 자신의 방도 거의 떠날 수 없었다. 이 사람은 전 세계가 숭배하는 사람이었고, 그것은 변한게 없었다. 그 모든 명성과 부, 그리고 칭찬의 중심에는 그저 외로운 어린아이가 존재했다.
비틀즈 해체 후 존과 요코는 미국의 심리학자 아서 야노프 박사의 '원초 요법'이라는 정신 치료를 받고 있었다. '원초 요법'은 '인간 심리의 깊은 곳에 잠복하는 고통을 상기시켜 유소년기의 기억까지 거슬러 올라가게 하고 울음 또는 외침의 반복을 통해 모든 것을 토해내게 함으로써 잃어버린 본연의 자아를 되찾게 한다'는 요법이다. 정통 의학 쪽에서는 프로이트의 심리 분석에서 출발한 야노프 박사의 이론과 실습에 불신의 눈길을 보내기도 했다. 이 '원초 요법'을 체험하는 동안 존은 학생시절 무렵의 어머니를 잃은 기억 등을 소생해 내고 큰 소리로 질러대며 울어대는 것을 반복했다. 비록 존의 장기 체재를 인정하지 않던 미국 정부 때문에 이 '원초 요법' 체험은 4개월만에 중단되어 버렸지만 극도의 정신적인 고통과 압박을 받고 있던 존은 야노프 박사의 도움으로 어느 정도 감정적인 혼돈 상태에서 벗어날 수 있었다. 이후 영국으로 다시 돌아온 존은 그 곳에서 1960년대 뿐 아니라 30년 동안 이어진 자신의 모든 과거에 막을 내리는 곡들을 쓰기 시작했다. 이러한 경위로 탄생한 《John Lennon/Plastic Ono Band》는 존의 본성이 숨김없이 드러난 개인적 작품들로 구성되었다.  몇몇 수록곡은 아서 야노프 박사와의 토론에서 태어난 것이다. "신은 우리들의 고뇌 정도를 재는 관념 정도에 지나지 않는다"(God is a concept by which we measure our pain)라는 문구를 포함하고 있는 〈God〉는 그 한 예이다.

## 음악 및 가사
존의 '원초 요법' 경험은 앨범의 서정적인 내용 전반에 영향을 미쳐, 존이 아동-부모 관계와 심리적인 고통이라는 주제를 향해 다가서도록 만들었고, 단순하면서도 강렬한 스타일의 앨범을 향해 나아가도록 만들었다.
앨범의 A 사이드 첫 트랙은 네번의 장례식 종소리 뒤, "어머니, 당신은 날 낳았지만, 난 당신의 사랑을 받지 못했다"라고 하는 고백으로 시작된다. 유소년기의 기억까지 거슬러 올라간 존은 마지막에서 비통한 외침으로, "어머니, 가지마세요, 아버지 돌아오세요"라고 되풀이한다. 〈Mother〉에 이어지는 〈Hold on〉은 따뜻함이 느껴지는 멜로디의 곡이다. "홀로 남겨졌을 때, 아무도 주위에 없을 때, 당신은 단지 자신에게 힘내라고 말해야 한다"라고 말하고 있으며, 궁극적으로 "사랑과 평화"라는 주제로 발전하고 있다. 〈I Found Out〉은 매우 거칠은 사운드의 곡으로, 가짜 종교와 우상으로 보았던 세계가 지배하는 현실에 대한 레논의 환멸이 표현되어 있으며, 그러한 믿음으로 받아들여지지 않도록 경고하고 있다. 〈Working Class Hero〉는 존의 어코스틱 기타 연주가 돋보이는 곡으로, 사회풍자와 반골정신이 표현된 메시지송이다. A 사이드의 마지막 곡 〈Isolation〉에서는 조용한 피아노 선율과 함께 주변으로부터 기인 내지 괴짜 취급 당하고 있는 상황의 고독감과 무서움을 솔직하게 노래하고 있다.
B 사이드 첫 곡 〈Remember〉에서는 평탄한 멜로디의 피아노 선율과 함께 불쾌한 기억, 그리고 가족, 권위 및 동료와의 갈등을 기억해 내며 과거와의 결별을 소리높여 노래하고 있으며, 마지막은 폭박음으로 마무리 된다. 폭박음에 이어 아주 천천히 아름다운 피아노의 멜로디가 페이드인 효과와 함께 시작된다. 이 〈Love〉는 사랑의 개념에 대해 짧고 간단하게 써내려가고 있다. 연주도 존의 어쿠스틱 기타와 필 스펙터의 피아노 뿐이다. 〈Well Well Well〉은 강렬한 로큰롤 곡이다. 일상 생활에서의 평범한 사건을 묘사하고 있지만, 오노 요코와 함께 "혁명"이나 "여성 해방"과 같은 현안을 논의하는 것도 포함하고 있다. 3개의 다른 테마의 가사가 조합되어 있으며, 마지막에서는 존의 거친 절규가 있다. 〈Look at Me〉는 비틀즈 시절의 〈Julia〉를 연상시키게 하는 어코스틱 곡으로, 소박하고 상냥한 분위기가 시종일관 이어지고 있다. 〈God〉에서는 "신은 우리들의 고뇌 정도를 재는 관념 정도에 지나지 않는다"라고 외치고 있고, 지난 30년 동안의 모든 문화적 이정표들(케네디, 히틀러, 밥 딜런, 요가, 그리고 비틀즈까지)을 부정하고 있다. 마지막에서는 "지금 난 다시 태어났다" "한때 난 해마(※ 존이 어린시절 놀러 다녔던 고아원에서 얻은 별명. 〈God〉에서는 비틀즈 시기의 자신을 부정하는 뜻으로 쓰임)였지, 그러나 지금 난 존이다"라며 비틀(※ 비틀즈의 멤버라는 의미)로서의 자신과 결별하고 홀로서기를 선언한다. 앨범의 마지막 트랙 〈My Mummy's Dead〉는 앨범의 첫 트랙 〈Mother〉와 절묘한 수미상관을 이룬다. 불과 50여초의 짧은 곡이지만, 내용은 무척 비통하다. 존은 18살 때 어머니를 교통 사고로 잃었다. 그리고 그 충격은 상당해서, 폴 매카트니 조차도 그 한 건에 접할 수 없었다. 의도적으로 음질이 낮은 카세트 테이프 녹음기에 녹음되었으며, 그것은 음악에 비통함을 더하고 있다.

## 표지
재킷 앞면은 요코의 동행 작품 《Yoko Ono/Plastic Ono Band》와 거의 동일하지만 요코의 커버에서는 반대로 요코가 존의 몸에 누워 있다는 차이점이 있다. 이 사진은 당시 존의 조수로 일하던 다니엘 리히터에 의해서 촬영된 것이다. 존과 요코가 떡갈나무 아래에서 꿈에 취한 듯한 모습으로 낭만적인 분위기를 연출해 내고 있는 이 사진은 자신들의 두려움을 극복하고 1960년대를 살아남은 사실을 표현하고 있기도 하다. 존은 서른이라는 나이에 새 출발을 했지만 그렇지 못한 사람들도 적지 않았다. 1969년 브라이언 존스가 이미 세상을 떠났고, 1970년 지미 헨드릭스와 재니스 조플린이 차례로 세상을 떠났다. 짐 모리슨은 1971년 사망, 그저 조금 더 버텼을 뿐이다. LP에서는 이 사진에 제목과 아티스트를 기록하고 있지 않지만 초기 발매된 CD에서는 좌측 상단에 제목과 아티스트를 기록하고 있다. 하지만 2000년 발매된 리마스터링 버전에서는 원본의 커버를 복원, 제목과 아티스트를 기록하고 있지 않다. 그리고 LP의 커버 뒷면에서는 존의 어린 시절의 모습만을 보여주고 있고 트랙 목록이 기록되어 있지 않은 반면 초기 발매된 CD에서는 옅은 녹색을 배경으로 트랙 목록만이 기록되어 있다. 하지만 2000년 발매된 리마스터링 버전에서는 흰색을 배경으로 좌측 상단에 원본의 사진을 싣고 있고 그 아래 추가로 트랙 목록까지 기록하고 있다.

## 발매
이 앨범은 오노 요코의 《Yoko Ono/Plastic Ono Band》과 함께 1970년 12월 11일 영국과 미국에서 동시에 발매되었다. 오노의 곡 〈Why〉를 B 사이드로 한 〈Mother〉는 미국에서 싱글로 발매되었다. 존의 사후(1981년 6월 15일) 이 앨범은 영국에서 다른 7장의 존의 앨범과 더불어 EMI에 의해 박스 세트의 일부로 재발매되었다.
2000년 이 앨범은 오노가 리믹싱 감독을 맡아 두 개의 보너스 트랙이 포함되며 CD로 재발매되었다. 두 개의 보너스 트랙은 1971년 히트 싱글 〈Power to the People〉과 1998년 발표된 박스 세트  《John Lennon Anthology》에 수록된 〈Do the Oz〉이다. 그리고 2003년 "Mobile Fidelity Sound Lab"은 이것을 24K 골드 CD로 재발매했고, 180그램 판본 Half-Speed 커팅 제작의 Gain 2 Ultra Analog LP로도 재발매했다.
2010년에는 원래의 믹스와 아트워크를 사용한 존의 전체 음반의 디지털 리마스터가 발매되었다.

## 수용 및 유산
| 평가 점수                    | 평가 점수 |
| 출처                         | 점수      |
| ---------------------------- | --------- |
| 올뮤직                       | [ 13 ]    |
| 크리스트가우의 레코드 가이드 | A         |
| 모조                         | [ 15 ]    |
| 뮤직하운드                   | 5/5       |
| 뉴 뮤지컬 익스프레스         | 8/10      |
| 페이스트                     | [ 18 ]    |
| Q                            | [ 17 ]    |
| 롤링 스톤                    | [ 19 ]    |
| 롤링 스톤 앨범 가이드        | [ 20 ]    |
| 언컷                         | [ 21 ]    |

이 앨범은 발매되자마자 높은 비판적 찬사를 받았다. 비평가 그레일 마커스는 "존의 'God'의 마지막 구절에서의 보컬은 모든 록 중에서 가장 훌륭한 것일지도 모른다"라고 말했다. 1971년 초 이 앨범은 영국 차트에서 8위에 올랐고, 미국 차트에서도 6위에 올라 18주 동안 100위권 내에 머물렀다. 이 앨범은 특히 네덜란드에서 큰 성공을 거두며, 조지 해리슨의 블록버스터 《All Things Must Pass》를 꺾고 네덜란드 차트 7주 연속 1위를 기록했다. 1970년 빌리지 보이스의 연말 리스트에서 미국의 수필가이자 음악평론가인 로버트 크리스트가우는 이 앨범을 1970년의 베스트 앨범으로 선정했고, 10년 후 1970년대의 앨범 순위에서 21위로 선정했다. "롤링 스톤"에서의 회고적 리뷰에서 그는 가사가 정치적이고 실존적이며 신중하다고 생각된다라고 썼고, 연출은 우아하게 단순해서 레논의 목소리를 포함해 각 악기가 울려퍼진다라고 썼다ː "보호적인 하모니나 소음 없이 열린 곳에서 벗어나면, 레논의 노래는 세기의 위대한 보컬 능력을 찾는 사람이라면 누구나 간과할 수 없는 표현적 특수성을 지닌다." 미국의 주간지 타임의 기자이자 저명한 음악평론가인 로버트 힐번은 이 앨범을 가리켜 "현대를 살아가는 우리에게 있어 역사와 도덕 시간에 배운 위인들의 어떤 저서보다도 진실을 전해주는 다시없는 소중한 작품"이라고 말했다. 또한 일본의 음악평론가 시부야 요이치는 "이 앨범은 인간이 삶에 비틀거릴 때, '인간이란 무엇인가?'라는 기본적인 것을 가르치며 격려해 준다"고 말했다.
본 앨범은 존의 최고의 솔로 앨범 중 하나로 평가되고 있다. 록 스타의 고통과 감정을 있는 그대로 표현해 낸 최초의 작품이라 하여 평론가로들로부터 매우 높은 평가를 받고 있다. 1987년 롤링 스톤이 선정한 "지난 20년간 최고의 명반 100장" 순위에서 4위, 2003년 롤링 스톤이 선정한 "역사상 가장 위대한 음반 500장" 순위에서 22위에 랭크된 바 있고, 2000년 Q가 선정한 "역대 100대 영국 앨범" 순위에서 62위, 2004년 피치포크 미디어가 선정한 "1970년대 100대 앨범" 순위에서 60위, 그리고 2008년 타임이 선정한 "시대를 초월한 음반 100장" 순위에도 포함되는 등 많은 명반 순위에서 종종 상위에 랭크되고 있다.

## 곡 목록
모든 곡들은 존 레논에 의해 작사/작곡하였다.
| #  | 제목                   | 재생 시간 |
| -- | ---------------------- | --------- |
| 1. | 〈Mother〉             | 5:34      |
| 2. | 〈Hold On〉            | 1:52      |
| 3. | 〈I Found Out〉        | 3:37      |
| 4. | 〈Working Class Hero〉 | 3:48      |
| 5. | 〈Isolation〉          | 2:51      |

| #  | 제목                | 재생 시간 |
| -- | ------------------- | --------- |
| 1. | 〈Remember〉        | 4:33      |
| 2. | 〈Love〉            | 3:21      |
| 3. | 〈Well Well Well〉  | 5:59      |
| 4. | 〈Look at Me〉      | 2:53      |
| 5. | 〈God〉             | 4:09      |
| 6. | 〈My Mummy's Dead〉 | 0:49      |

## 참여 인원
다음은 음반 부클릿과 Discogs으로부터 발췌한 것이다.
- 존 레논 – 프로듀서, 보컬, 기타, 키보드, 속지 디자인
- 요코 오노 – 프로듀서, "숨", 속지 디자인
- 필 스펙터 - 프로듀서
- 링고 스타 – 드럼
- 클라우스 부어만 – 베이스
- 필 스펙터 – 〈Love〉에서 피아노
- 빌리 프레스턴 – 〈God〉에서 피아노[33]
- 맬 에반스 – "차와 동정"[34]
- 엔디 스티븐스 - 엔지니어
- 에디 - 엔지니어
- 존 레키 - 엔지니어
- 필 맥도날드 - 엔지니어
- 리차드 러쉬 - 엔지니어
- 커버 포토그라피 - 다니엘 리히터

## 차트
| 차트 (1970–71)                         | 순위 |
| -------------------------------------- | ---- |
| 호주 켄트 뮤직 리포트 음반 차트        | 3    |
| 캐나다 RPM (잡지) 음반 차트            | 2    |
| 독일 메가 음반 차트                    | 1    |
| 일본 오리콘 LP 차트                    | 5    |
| 노르웨이 VG-리스타 탑 40 앨범          | 4    |
| 영국 음반 차트                         | 8    |
| 미국 빌보드 200                        | 6    |
| 독일 GfK 엔터테인먼트 차트 탑 100 앨범 | 39   |

| 차트 (1971)     | 순위 |
| --------------- | ---- |
| 독일 음반 차트  | 2    |
| 호주 음반 차트  | 22   |
| 미국 빌보드 200 | 84   |

### 음반 판매량 인증
| 국가                                                            | 인증 | 판매량/출하량 |
| --------------------------------------------------------------- | ---- | ------------- |
| 영국 (BPI) 2021 edition                                         | 실버 | 60,000        |
| 미국 (RIAA)                                                     | 골드 | 500,000^      |
| ^출하량을 기반으로 한 인증 · 판매량+스트리밍을 기반으로 한 인증 |      |               |